# مگالاین
| کواترنری    | کواترنری | کواترنری   | کواترنری        | کواترنری        |
| سامانه/دوره | ردیف/دور | اشکوب/عصر  | سن (میلیون سال) | سن (میلیون سال) |
| ----------- | -------- | ---------- | --------------- | --------------- |
| کواترنری    | هولوسن   | مگالاین    | ۰               | ۰/۰۰۴۲          |
| کواترنری    | هولوسن   | نورث‌گریپین | ۰/۰۰۴۲          | ۰/۰۰۸۲          |
| کواترنری    | هولوسن   | گرینلندین  | ۰/۰۰۸۲          | ۰/۰۱۱۷          |
| کواترنری    | پلیستوسن | تارانشین   | ۰/۰۱۱۷          | ۰/۱۲۶           |
| کواترنری    | پلیستوسن | چیبانین    | ۰/۱۲۶           | ۰/۷۸۱           |
| کواترنری    | پلیستوسن | کالابرین   | ۰/۷۸۱           | ۱/۸۰            |
| کواترنری    | پلیستوسن | گلاسین     | ۱/۸۰            | ۲/۵۸            |
| نئوژن       | پلیوسن   | پیاسنزین   | پیش از آن       | پیش از آن       |

مگالاین (انگلیسی: Meghalayan) در مقیاس زمانی زمین‌شناسی، آخرین عصر یا اشکوب از دور یا ردیف
هولوسن است که بخشی از دوره کواترنری و جدیدترین یا بالاترین زیربخش از تقسیمات هولوسن به‌شمار می‌رود.
نقطه و برش چینه‌گون مرزی جهانی (GSSP) این عصر در غارسنگ Krem Mawmluh در مگالایا در شمال‌شرقی هند قرار دارد.
عصر مگالاین از سال ۲۲۵۰ پیش از میلاد یا سال ۴۲۵۰ گاه‌شماری هولوسن و نزدیک به رویداد ۴۲۰۰ ساله آغاز شد و شروع آن هم‌زمان با رخداد ۴٫۲ هزار سال پیش بوده که تمدن مدیترانه شرقی، تمدن‌های باستانی آسیای غربی، تمدن دره سند و تمدن دره یانگ‌تسه را تحت تأثیر قرار داد.
کمیسیون بین‌المللی چینه‌شناسی در ژوئیه ۲۰۱۸ این عصر را به همراه گرینلندین و نورث‌گریپین به صورت رسمی به تصویب رساند.
== منابع ==https://doi.org/10.18814/epiiugs/2018/018016
- مشارکت‌کنندگان ویکی‌پدیا. «Meghalayan». در دانشنامهٔ ویکی‌پدیای انگلیسی، بازبینی‌شده در ۲۸ مارس ۲۰۲۰.

https://doi.org/10.18814/epiiugs/2018/018016